# Belgian Juniors
Das Belgian Juniors (auch Belgian Junior International genannt) ist im Badminton die offene internationale Meisterschaft von Belgien für Junioren und damit das bedeutendste internationale Juniorenturnier Belgiens. Austragungen sind seit 1988 dokumentiert.

## Sieger
| Saison | Herreneinzel                        | Dameneinzel               | Herrendoppel                         | Damendoppel                          | Mixed                                    |
| ------ | ----------------------------------- | ------------------------- | ------------------------------------ | ------------------------------------ | ---------------------------------------- |
| 1988   | Pascal Pak                          | Virginia Delvingt         | Jón Pétur Zimsen Óli Björn Zimsen    | Berit Bay Trine Østergaard           | Troels Jørgensen Brigitte Jensen         |
| 2005   | Luka Zdenjak                        | Lianne Tan                | Zvonimir Đurkinjak Luka Zdenjak      | Ezgi Epice Hatice Nurgül Sen         | Zvonimir Đurkinjak Staša Poznanović      |
| 2006   | Pedro Martins                       | Lianne Tan                | Stephen McPhail Kenny Young          | Séverine Corvilain Lianne Tan        | Zvonimir Đurkinjak Staša Poznanović      |
| 2007   | Pedro Martins                       | Anna Narel                | Aljoša Turk Matevž Bajuk             | Nanna Vainio Karoliine Hõim          | Sandrine Callon Sylvain Grosjean         |
| 2008   | Alexandre Françoise                 | Lianne Tan                | Martin Campbell Angus Gilmour        | Elisabeth Baldauf Belinda Heber      | Alexandre Françoise Marie Maunoury       |
| 2009   | Kasper Lehikoinen                   | Carolina Marín            | Fabian Holzer Max Schwenger          | Audrey Fontaine Lauren Meheust       | Marin Baumann Audrey Fontaine            |
| 2010   | Lucas Claerbout                     | Jenny Wan                 | Chris Coles Matthew Nottingham       | Viktoriia Vorobeva Audrey Fontaine   | Max Schwenger Isabel Herttrich           |
| 2011   | Kalle Koljonen                      | Soraya de Visch Eijbergen | Vincent de Vries Jim Middelburg      | Myke Halkema Gayle Mahulette         | Jim Middelburg Soraya de Visch Eijbergen |
| 2012   | Matthias Almer                      | Stefani Stoeva            | Mark Byerly Mark Lamsfuß             | Gabriela Stoeva Stefani Stoeva       | Bastian Kersaudy Anne Tran               |
| 2013   | Mark Caljouw                        | Yvonne Li                 | Johannes Pistorius Marvin Seidel     | Ira Banerjee Jessica Pugh            | Fabian Roth Jennifer Karnott             |
| 2014   | Max Weißkirchen                     | Yvonne Li                 | M. R. Arjun Chirag Shetty            | Eva Janssens Yvonne Li               | M. R. Arjun Kuhoo Garg                   |
| 2015   | Chirag Sen                          | Kader İnal                | Bjarne Geiss Jan Colin Völker        | Kader İnal Fatma Nur Yavuz           | Bjarne Geiss Judith Petrikowski          |
| 2016   | Toma Junior Popov                   | Margot Lambert            | Toma Junior Popov Léo Rossi          | Vimala Hériau Margot Lambert         | Max Flynn Lizzie Tolman                  |
| 2017   | Chen Shiau-cheng                    | Vaishnavi Reddy Jakka     | Zach Russ Steven Stallwood           | Molly Chapman Freya Redfearn         | Callum Hemming Fee Teng Liew             |
| 2018   | Julien Carraggi                     | Amy Tan                   | Matthias Kicklitz Aaron Sonnenschein | Leona Michalski Thuc Phuong Nguyen   | Matthias Kicklitz Thuc Phuong Nguyen     |
| 2019   | Ethan Rose                          | Vaishnavi Reddy Jakka     | Malik Bourakkadi Kian-Yu Oei         | Edith Urell Cecilia Wang             | Aaron Sonnenschein Leona Michalski       |
| 2020   | nicht ausgetragen                   | nicht ausgetragen         | nicht ausgetragen                    | nicht ausgetragen                    | nicht ausgetragen                        |
| 2021   | Naren Shankar Iyer                  | Tasnim Mir                | Jonathan Dresp Kenneth Neumann       | Jaymie Laurens Kirsten de Wit        | Dyon van Wijlick Kirsten de Wit          |
| 2022   | Zhu Xuanchen                        | Yuan Anqi                 | Chen Yijiang Xu Huayu                | Wang Tingge Wang Yiduo               | Liao Pinyi Huang Kexin                   |
| 2023   | A. R. Rohan Kumar Anandas Raj Kumar | Azkya Aliefa Ruhanda      | Thibault Gardon Ewan Goulin          | Noemie Brand Azkya Aliefa Ruhanda    | Thibault Gardon Kathell Desmots-Chacun   |
| 2024   | Luis Pongratz                       | Raksha Kandasamy          | Lenny Hubert Nathan Nguyen           | Lieke van Parys Tammi van Wonterghem | Danial Iman Marzuan Shreya Hochscheid    |